# We Need Each Other
We Need Each Other é o quarto álbum de estúdio da banda Sanctus Real, lançado a 12 de Fevereiro de 2008.
O álbum atingiu o nº 153 da Billboard 200 e o nº 10 do Top Christian Albums.

## Faixas
1. "Turn On the Lights" (com Peter York) – 3:28
2. "We Need Each Other" – 4:16
3. "Black Coal" – 3:26
4. "Whatever You're Doing (Something Heavenly)" – 4:11
5. "Sing" – 4:41
6. "Leap of Faith" – 3:17
7. "Lay Down My Guns" – 4:17
8. "Eternal" – 4:27
9. "Half Our Lives" (com Katie Herzig) – 4:20
10. "Legacy" – 3:43

## Créditos
- Matt Hammit - Vocal
- Chris Rohman - Guitarra
- Mark Graalman - Bateria
- Steve Goodrum - Baixo